# زبير بوعجاج
زبير بوعجاج (1925-2014) سياسي ومناضل جزائري أحد أعضاء مجموعة 22 التاريخية التي فجرت الثورة الجزائرية.

## نشأته
ولد زبير بوعجاج في 4 أكتوبر 1925، منحدر من عائلة متواضعة توفي والده وهو لم يتعدى 4 سنوات،

## نضاله ومساهمته في تفجير الثورة الجزائرية
ناضل زبير بوعجاج في أوساط الحركة الوطنية حيث إلتحق بصفوف حزب الشعب الجزائري سنة 1942 بالقصبة وشارك في مظاهرة 1 ماي 1945، كان بائعا لقطع الغيار بالعاصمة، وبعدها إنضم إلى اللجنة الثورية للوحدة والعمل وأصبح عضوا في مجموعة 22 التاريخية حيث شارك في مؤتمر المركزيين في أغسطس 1954 بالعاصمة. ثم إنضم إلى ثورة التحرير الجزائرية بصفته قائد قطاع بالعاصمة إعتقل في 6 نوفمبر 1954 وحكم عليه بالأشغال الشاقة، ثم المؤبد، أفرج عنه بعد اتفاقيات إيفيان.

## بعد الاستقلال
بعد استقلال الجزائر سنة 1962 أُنتخب زبير بوعجاج نائبا في المجلس الشعبي الوطني، وعُين عضوا في اللجنة المركزية ومسؤولا في فدرالية حزب جبهة التحرير الوطني بالجزائر الكبرى.

## وفاته
توفي زبير بوعجاج يوم الثلاثاء 14 أكتوبر 2014 بمقر إقامته بدالي ابراهيم عن عمر 89 سنة ودفن في اليوم الموالي بمقبرة سيدي أمحمد بوقبرين بالجزائر العاصمة